# The Hammocks
The Hammocks is een plaats (census-designated place) in de Amerikaanse staat Florida, en valt bestuurlijk gezien onder Miami-Dade County.

## Demografie
Bij de volkstelling in 2000 werd het aantal inwoners vastgesteld op 47.379.

## Geografie
Volgens het United States Census Bureau beslaat de plaats een oppervlakte van
20,8 km², waarvan 20,4 km² land en 0,4 km² water.

## Plaatsen in de nabije omgeving
De onderstaande figuur toont nabijgelegen plaatsen in een straal van 8 km rond The Hammocks.